# SN 2008hd
SN 2008hd – supernowa typu Ia-pec odkryta 24 września 2008 roku w galaktyce A235407-1015. W momencie odkrycia miała maksymalną jasność 20,20m.